# Killkiss
«Killkiss» (a veces estilizado como KiLLKiSS) es una canción de la banda de rock japonesa Ave Mujica. Se lanzó digitalmente el 8 de enero de 2025, mientras que el sencillo en CD se lanzó el 15 de enero de 2025 a través de Bushiroad Music, sirviendo como tema de apertura de la serie de anime BanG Dream! Ave Mujica. "Killkiss" fue escrita por Daisuke Hasegawa y Diggy-MO', quien también escribió la letra.
"Killkiss" logró posicionarse en las listas oficiales de sencillos japoneses publicadas por Oricon, así como en el Japan Hot 100, publicado por Billboard Japan. "Killkiss" también fue nominada a los Premios Musicales de Japón.

## Antecedentes y lanzamiento
El lanzamiento de "Killkiss" se anunció el 18 de octubre de 2024. El anuncio indicaba que la canción que da título al álbum serviría como tema de apertura de la entonces próxima serie de anime BanG Dream! Ave Mujica, que comenzó a emitirse en la televisión japonesa el 2 de enero de 2025. Poco antes del lanzamiento físico, la canción se puso a disposición en streaming el 8 de enero de 2025.
El sencillo en CD se lanzó oficialmente en Japón el 15 de enero de 2025 e incluye cuatro canciones, incluyendo "Killkiss" y su cara B "Georgette Me, Georgette You", con versiones instrumentales de ambas.
El sencillo se lanzó en dos versiones: "Edición Estándar" y "Edición Limitada". La edición limitada incluye un disco Blu-ray con el concierto completo de la banda, "Veritas". La primera edición de ambas versiones incluía una de las cinco tarjetas coleccionables que mostraban a uno de los miembros ficticios de la banda de Ave Mujica.

## Composición
"Killkiss" fue compuesta por Diggy-MO', exmiembro del grupo japonés de hip-hop Soul'd Out, en colaboración con el guitarrista de Aqua Timez, Daisuke Hasegawa. La letra fue escrita en solitario por Diggy-MO'. Según Musicstax, "Killkiss" está escrita en la tonalidad de mi menor y tiene un tempo de 100 pulsaciones por minuto. El productor Hiroki Matsumoto describió "Killkiss" como una canción rápida con un riff impactante y una magnífica parte orquestal.
"Killkiss" fue producida por Hiroki Matsumoto en Mech Studio, Sound City, Tokio. Koichi Hara mezcló la canción en Fennel Studio, Shibuya, Tokio, mientras que Hiromichi "Tucky" Takiguchi la masterizó en su propio estudio, Tucky's Mastering. Los arreglos vocales fueron realizados por Diggy-MO'. Daisuke Hasegawa se encargó de los arreglos instrumentales, excepto los de cuerdas, que fueron realizados por Takumi Sogi.
En una entrevista con Yota Tokuta para Real Sound, la vocalista y guitarrista principal Rico Sasaki habló sobre las sesiones de grabación. Contó que tuvo que cambiar sus horarios el primer día de grabación de las voces. Sasaki también reveló que sintió nerviosismo y tuvo que lidiar con problemas de garganta.

## Recepción
Lesley Aeschliman describió "Killkiss" como una alegre canción de J-pop con un toque más de J-rock, con una intro de sonido casi gótico. Aeshliman escribió que el arreglo de la canción es bastante pegadizo y, según se dice, capta la atención del espectador al escucharla en el tema de apertura del anime. Concluyó que los fans de la franquicia BanG Dream! probablemente apreciarán la canción al máximo, pero también podría atraer a los fans del J-pop que prefieren un sonido más contundente.
En su reseña de los tres primeros episodios de la serie de anime, Agnes Nguyen escribió para Anime Trending que la secuencia de apertura "presenta imágenes llamativas que no pueden considerarse casuales ni involuntarias para el proyecto". Además, añadió que la secuencia de apertura evocaría recuerdos del infame video de Bad Apple!! gracias a las siluetas de los personajes. Respecto de la canción en sí, Nguyen afirmó que logró tocar todas sus preferencias musicales nostálgicas, entre ellas el grunge, la "música emo deprimente" y la música rock contemporánea de principios de los años 2000.

## Lista de canciones
Todas las letras escritas por Diggy-MO'.
| N.º | Título                                       | Productor (es)   | Duración |  |
| 1.  | «Killkiss»                                   | Daisuke Hasegawa | 3:28     |  |
| 2.  | «Georgette Me, Georgette You»                | Koji Matsuzaka   | 3:54     |  |
| 3.  | «Killkiss» (Instrumental)                    | Daisuke Hasegawa | 3:28     |  |
| 4.  | «Georgette Me, Georgette You» (Instrumental) | Koji Matsuzaka   | 3:54     |  |

## Posicionamiento en lista
| Lista (2025)                        | Mejor posición |
| ----------------------------------- | -------------- |
| Japanese Singles (Oricon)           | 4              |
| Japanese Combined Singles (Oricon)  | 9              |
| Japan Anime Singles (Oricon)        | 1              |
| Digital Song Charts (Oricon)        | 27             |
| Hot 100 (Billboard Japan)           | 26             |
| Hot Animation (Billboard Japan)     | 4              |
| Download Songs (Billboard Japan)    | 35             |
| Top Singles Sales (Billboard Japan) | 4              |